# Dries Van Langenhove
Dries Van Langenhove, né le 11 mai 1993, est un homme politique belge d'extrême droite. Il est le fondateur du mouvement de jeunesse nationaliste flamand Schild & Vrienden (S&V), qui est devenu connu après des scandales dévoilés par l'émission de Pano le 5 septembre 2018. Van Langenhove est ensuite devenu tête de liste indépendant du Vlaams Belang dans le Brabant flamand pour les élections fédérales du 26 mai 2019.
En mars 2024, il est condamné en première instance à un an de prison ferme, 16 000 € d'amende et 10 ans de déchéance de ses droits civils et politiques pour infraction à la loi sur le racisme et le négationnisme, et dix mois de prison avec sursis et 8000 € d'amende pour violation de la loi sur la détention d’armes.

## Biographie

### Jeunesse et étude
Dries Van Langenhove est né à Termonde, (Dendermonde en néerlandais), ville du sud de la Flandre Orientale. Néanmoins, il a grandi à Opwijk, dans le Brabant flamand. Il a suivi une formation de politologue et de plombier et a étudié le droit à l'université de Gand,.

### Carrière politique
Au début de 2017, Van Langenhove a mis en place un groupe Facebook où des mèmes Internet et autres contenus étaient partagés. Ce groupe a connu une croissance rapide et a principalement recruté dans le réseau large autour de la KVHV (Union d’étudiants catholiques flamands). Selon le site Apache.be, Dries Van Langenhove a participé comme membre d'une délégation du KVHV Gand en 2013 à un séminaire organisé dans le château de Niepołomice en Pologne par l'organisation ultra-conservatrice Tradition, famille et propriété (TFP).
Après une conférence du secrétaire d'État, Theo Francken, à l'Université libre de Bruxelles, le 2 mai 2017, annulée à la suite d'une manifestation du mouvement de la jeunesse de gauche radicale Comac, Van Langenhove a mobilisé des sympathisants du groupe Internet pour assurer le bon déroulement des futurs événements du secrétaire d'État. Jusqu'en août 2017, il écrivait sur le site conservateur SCEPTR à propos de la migration et de l'intégration. En mars 2018, Schild & Vrienden a attiré l'attention des médias en décrochant le drapeau d'une manifestation européenne pour une politique des réfugiés plus humaine au Gravensteen de Gand.
En 2018, Tim Verheyden, journaliste à la VRT, a suivi Schild & Vrienden pendant six mois et en a rendu compte dans l'émission de télévision Pano. Il avait accès à des groupes secrets Facebook et Discord, où des contenus sexistes, racistes, antisémites et violents étaient partagés. Dries Van Langenhove a nié toute implication, mais Verheyden a réfuté cette affirmation en affirmant que le compte de Van Langenhove partageait des informations qu'il était le seul a pouvoir connaitre. Après la diffusion du reportage en septembre, le procureur général de Flandre-Orientale a ouvert une enquête judiciaire contre Schild & Vrienden au moyen de perquisitions à domicile, notamment celui de Van Langenhove, soupçonné. À la suite du reportage, des poursuites disciplinaires ont également été engagées par l'université de Gand, qui l'a suspendu le 6 septembre en tant que représentant des étudiants au conseil d'administration de l'université et lui a refusé l'accès aux bâtiments de l'université. En procédure sommaire, il était promis d’avoir un accès limité à la bibliothèque pour pouvoir terminer sa thèse .
En collaboration avec des organisations de droite à extrême-droite telles que Vlaams Belang Jongeren, Voorpost, KVHV Anvers et Gand, la Nationalistische Studentenvereniging (NSV) et Schild & Vrienden, Dries Van Langenhove et Filip Brusselmans ont organisé la «Marche contre Marrakech», une manifestation à Bruxelles le 16 décembre 2018 contre le Pacte mondial sur les migrations.
Le 9 janvier 2019, Van Langenhove a annoncé avec le président de Vlaams Belang, Tom Van Grieken, qu'il serait, en tant qu'indépendant, un chef de file de la circonscription du Brabant flamand lors des élections fédérales du 26 mai 2019. Il a été élu.
Il décide de se rendre à une conférence aux États-Unis organisée par le magazine en ligne American Renaissance, une publication suprémaciste blanche, qui se décrit comme une « organisation de défense des Blancs ».
Il a été accusé récemment de négationnisme en février 2023 et renvoyé donc pour cela devant le parquet du tribunal correctionnel de Flandre orientale. Il démissionne de son poste de député fédéral le 4 février 2023.
En octobre 2023, il fonde l'organisation identitaire transnationale Action radar Europe, qui a pour principal projet de promouvoir différents groupes européens de la mouvance identitaire. L'organisation comporte plusieurs éléments issus du néonazisme.

## Prise de position
Lors de la guerre à Gaza depuis 2023, il se dit sceptique du soutien à Israël, estimant que la Flandre n'y a aucun intérêt et mentionnant des incidents liés à des juifs crachant sur des chrétiens en Israël.